# Ceratopogon magnipalpis
Ceratopogon magnipalpis är en tvåvingeart som beskrevs av Jean Clastrier 1961.
Ceratopogon magnipalpis ingår i släktet Ceratopogon och familjen svidknott. Inga underarter finns listade i Catalogue of Life.